# استرانسیم برمید
استرانسیم برمید (به انگلیسی: Strontium bromide) با فرمول شیمیایی استرانسیمبرم یک ترکیب شیمیایی است. که جرم مولی آن ۲۴۷٫۴۳ g/mol می‌باشد. 